# Casting (pêche)

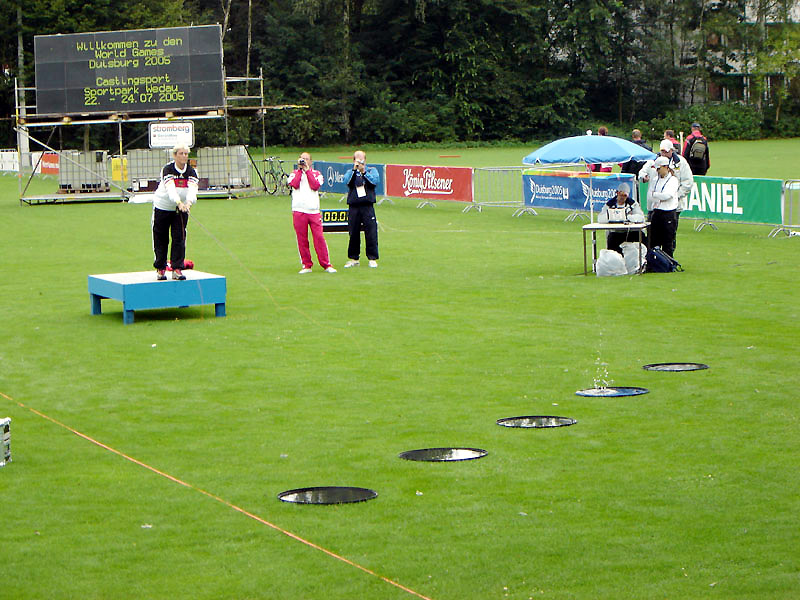
Compétition de lancer (casting) en 2005 au World Games 2005 à Duisburg.

Le casting -ou lancer de compétition- est une épreuve de pêche qui consiste pour le caster à lancer sa ligne aussi loin et aussi précisément que possible.

## Programme officiel d'une compétition
1. Skish avec mouche
2. Fisherman.
3. Arenberg avec 7,5 g
4. Skish aver 7,5 g
5. Distance avec 7,5 g
6. Distance avec mouche, une main
7. Distance avec canne à saumon, deux mains
8. Distance avec 18 g, moulin fixe
9. Skish avec 18 g, multirail
10. Distance avec 18 g, deux mains
11. Distance avec 18 g, une main

Outre un classement pour chaque épreuve, existent aussi le pentathlon composé des cinq premières épreuves, le triathlon avec les trois suivantes, et l'octathlon qui regroupe les deux formules citées. Pour terminer suit le multitriathlon.

## Règlement succinct
En distance, chaque mètre vaut 1 point. En skish, atteindre le cercle central (situé entre 10 et 14 mètres) rapporte 10 points, le 2e cercle 8 et le 3e 6. Les lancers vers la cible Arenberg se font au départ de 5 endroits différents.

## Sources
- Les sports - Encyclopédie Royale Belge - Editions Lannoo